# Liste der Bürgermeister von Homburg
Die Liste der Bürgermeister von Homburg führt chronologisch alle Bürgermeister der saarländischen Kreisstadt Homburg auf. Seit der Gebiets- und Verwaltungsreform von 1974 hat die Stadt einen Oberbürgermeister, seit 1996 findet die Wahl als Direktwahl statt, zuvor wählte der Stadtrat den Oberbürgermeister. 

## Liste
| Bürgermeister                                                  | Partei | Partei | Amtszeit                                                       |
| -------------------------------------------------------------- | ------ | ------ | -------------------------------------------------------------- |
| Jakob Zott ehrenamtlicher Munizipalagent                       |        |        | –1798                                                          |
| Ludwig Frentzel prov. Bürgermeister                            |        |        | 1798–1801                                                      |
| Ludwig Schmidt ehrenamtl. Bürgermeister                        |        |        | 1801–1803                                                      |
| Friedrich Zöller ehrenamtl. Bürgermeister                      |        |        | 1803–1804                                                      |
| D.Luxec ehrenamtl. Bürgermeister                               |        |        | –1805                                                          |
| Ludwig Frentzel ehrenamtl. Bürgermeister und Oberbürgermeister |        |        | 1805–1824                                                      |
| Adam Zott ehrenamtl. Bürgermeister                             |        |        | 1825–1829                                                      |
| Jakob Munzinger ehrenamtl. Bürgermeister                       |        |        | 1830–1834                                                      |
| Jakob Lotz ehrenamtl. Bürgermeister                            |        |        | 1835–1848                                                      |
| Friedrich Fretz Adjunkt (bis 1850) ehrenamtl. Bürgermeister    |        |        | 1849–1868                                                      |
| Karl Lotz ehrenamtl. Bürgermeister                             |        |        | 1868–1875                                                      |
| Friedrich Fretz ehrenamtl. Bürgermeister                       |        |        | 1875–1878                                                      |
| Eduard Dümmler ehrenamtl. Bürgermeister                        |        |        | 1879–1884                                                      |
| Carl August Weber ehrenamtl. Bürgermeister                     |        |        | 1884–1907                                                      |
| Karl Ludwig Cappel ehrenamtl. Bürgermeister                    |        |        | 1907–1921                                                      |
| Dr. Ernst Ludwig Glaser Rechtskundiger Bürgermeister           |        |        | 1921–1924                                                      |
| Hans Ruppersberg Rechtskundiger Bürgermeister                  |        |        | 1924–1935                                                      |
| Jakob Philipp Knissel hauptamtl. Bürgermeister                 |        | NSDAP  | 1935–1940                                                      |
| Josef Straub hauptamtl. Bürgermeister                          |        |        | 1941–1944                                                      |
| Eugen Fülle hauptamtl. Bürgermeister                           |        |        | –1945                                                          |
| Karl Müller ehrenamtl. Bürgermeister                           |        |        | 1945–1946                                                      |
| Eduard Vollmar ehrenamtl. Bürgermeister                        |        |        | 1946–1956                                                      |
| Karl Bernhard Ziegenbein hauptamtl. Bürgermeister              |        |        | 1956–1960                                                      |
| Hans Kuhn hauptamtl. Bürgermeister Oberbürgermeister (ab 1974) |        | CDU    | 1960–1977                                                      |
| Reiner Ulmcke hauptamtl. Oberbürgermeister                     |        | CDU    | 1977–2002                                                      |
| Joachim Rippel hauptamtl. Oberbürgermeister                    |        | CDU    | 2002–2007                                                      |
| Karlheinz Schöner hauptamtl. Oberbürgermeister                 |        | CDU    | 15. Januar 2008 – 1. Oktober 2014                              |
| Rüdiger Schneidewind hauptamtl. Oberbürgermeister              |        | SPD    | 1. Oktober 2014 – 1. Oktober 2024 suspendiert ab 27. März 2019 |
| Michael Forster hauptamtl. Oberbürgermeister                   |        | CDU    | seit 1. Oktober 2024 kommissarisch bereits ab 27. März 2019    |

## Wahlergebnisse

### Reiner Ulmcke
1977 erfolgte durch den Stadtrat seine Wahl zum Oberbürgermeister, 1986 seine erste Wiederwahl. 1996 wurde er durch Direktwahl ein drittes Mal im Amt bestätigt.

### Joachim Rippel
Die Wahl fand am 2. September 2001 statt. Rippel konnte sich mit 62,0 % der abgegebenen Stimmen gegen Astrid Klug (SPD, 34,6 %) durchsetzen. Barbara Spaniol (Bündnis 90/Die Grünen) erreichte 3,4 %. 

### Karlheinz Schöner
Aufgrund der Berufung von Joachim Rippel zum saarländischen Minister für Wirtschaft und Wissenschaft am 5. September 2007 wurden vorgezogene Oberbürgermeisterwahlen notwendig. Die Wahl fand am 13. Januar 2008 mit einer Wahlbeteiligung von 49,3 % statt und führte zu folgendem amtlichen Endergebnis:
- Karlheinz Schöner (CDU): 51,5 %
- Astrid Klug (SPD): 41,3 %
- Georg Weisweiler (FDP): 7,2 %

### Rüdiger Schneidewind
Die Wahl mit einer Beteiligung von 54 Prozent fand am 25. Mai 2014 statt und führte zu folgendem Ergebnis, bei dem keiner der vier Kandidaten die erforderliche absolute Mehrheit erreichte:
- Rüdiger Schneidewind (SPD):  42,2 %
- Peter Fuchs (CDU): 31,8 %
- Marc Piazolo (parteilose „Allianz der Vernunft“, unterstützt von den Grünen): 17,8  %
- Barbara Spaniol (Linke): 7,8 %

Aus der Stichwahl am 8. Juni 2014 mit einer Wahlbeteiligung von 41,6 Prozent (13.886 gültige Stimmen) ging Rüdiger Schneidewind mit 55,6 Prozent (7.721 Stimmen) gegen Peter Fuchs 44,4 % (6.165 Stimmen) als Sieger hervor. Aufgrund einer Verurteilung wegen Untreue im Amt zu einer Bewährungsstrafe von 15 Monaten durch das Landgericht Saarbrücken wurde er am 27. März 2019 von seinem Amt suspendiert. Seither führte Bürgermeister Michael Forster (CDU) als Stellvertreter auch die Amtsgeschäfte des Oberbürgermeisters der Stadt Homburg. Ein Abwahlverfahren scheiterte im November 2021 knapp am Quorum.

### Michael Forster
Die reguläre Oberbürgermeister-Wahl fand am 9. Juni 2024 statt. Die Wahlbeteiligung betrug 63,3 Prozent. Auch der suspendierte Amtsinhaber Rüdiger Schneidewind trat erneut an, um keine Pensionsansprüche zu verlieren. Keiner der sechs Kandidaten erhielt im ersten Wahlgang die notwendige absolute Mehrheit:
- Michael Forster (CDU) – 43,29 %
- Pascal Conigliaro (SPD) – 29,58 %
- Markus Loew (AfD) – 14,47 %
- Marc Piazolo (Grüne) – 10,48 %
- Rüdiger Schneidewind (parteilos) – 6,47 %
- Bruno Leiner (Linke) – 4,72 %

Die Stichwahl fand am 23. Juni 2024 statt. Die Wahlbeteiligung betrug 40,8 Prozent. Gewählt wurde Michael Forster (CDU), der sich mit 63,97 % gegen Pascal Conigliaro (SPD, 36,03 %) durchsetzte.